# 酪氨酸酶
酪氨酸酶（英語：Tyrosinase）是一种氧化酶，且是调控黑色素生成的限速酶。这种酶参与黑色素合成的两个反应：第一步将单酚羟基化为二酚，第二步将邻二酚氧化为邻二醌。邻二醌再经过几步反应后就变为黑色素。酪氨酸酶是一种含銅的酶，存在于植物与动物组织中，催化生成由酪氨酸氧化而来的黑色素以及其它色素，如使剥皮或切片的马铃薯暴露在空气中变黑。在皮肤黑素細胞的黑色素体中能发现酪氨酸酶。在人类基因组中，酪氨酸酶由 TYR 基因编码。

## 臨床意義
基因突变会导致酪氨酸酶受损，从而引发I型眼皮肤型白化病，这是一种遗传性疾病，發病率為兩萬分之一。
酪氨酸酶活性非常重要。如果在黑色素合成过程中酪氨酸酶活性无法控制，就会导致黑色素合成增加。降低酪氨酸酶活性已成为改善或预防与皮肤色素过度沉着有关的疾病，如黄褐斑和老人斑。

## 抑制剂
已知的酪氨酸酶抑制剂如下：
- 壬二酸
- 4-丁基间苯二酚
- 对苯二酚
- 维生素C
- 傳明酸

## 应用
在亚洲，浅肤色象征著年輕漂亮。化妆品公司因而想辦法讓美白產品抑制酪氨酸酶活性，从而减少色素过度沉着，同时避免給健康的黑素細胞帶來细胞毒性。